# Kyškovice
Obec Kyškovice se nachází v okrese Litoměřice v Ústeckém kraji na pravém břehu řeky Labe přes tři kilometry severovýchodně od Roudnice nad Labem. Žije v ní 310 obyvatel.

## Historie
Název obce Kyškovice se odvozuje od tvrze Kyškov, která stála na místě dnešní Obory. Druhá hypotéza vzniku názvu uvádí, že vznikl od rybáře, který pojídal tzv. kyšku. Tato polabská obec je prvně písemně doložena v roce 1253. Od počátku byla součástí roudnického panství. K obci také patří osada Hamráček. Jedná se o zahradní kolonii s chalupami, ale i rodinnými domky. Její název zřejmě vznikl od kovárny a traduje se, že tu býval koňský hřbitov.

## Obyvatelstvo
|           | 1869 | 1880 | 1890 | 1900 | 1910 | 1921 | 1930 | 1950 | 1961 | 1970 | 1980 | 1991 | 2001 | 2011 |
| --------- | ---- | ---- | ---- | ---- | ---- | ---- | ---- | ---- | ---- | ---- | ---- | ---- | ---- | ---- |
| Obyvatelé | 185  | 236  | 252  | 271  | 325  | 356  | 366  | 283  | 275  | 261  | 222  | 221  | 251  | 292  |
| Domy      | 43   | 43   | 46   | 56   | 62   | 66   | 80   | 86   | 81   | 72   | 77   | 81   | 94   | 102  |

## Pamětihodnosti
Jedinou kulturní památkou ve vesnici bývala usedlost čp. 12 postavená na konci osmnáctého století. Po povodni v roce 2002 byla zbořena a z celého areálu zůstala stát pouze obdélná brána tvořená kamennými sloupky zakončenými betonovými stříškami a dvoukřídlými vraty.